# Katrin Heß
Katrin Heß (Hess) est une actrice allemande née le 26 juin 1985  à Aix-la-Chapelle.

## Biographie
Elle a étudié la comédie à l'Arturo Schauspielschule de Cologne pendant deux ans. Elle commence sa carrière au théâtre de Cologne puis se fit connaître en jouant dans la série à succès Verbotene Liebe sur ARD. Elle y interprète le rôle de Judith Hagendorf entre février 2008 et septembre 2009. Elle entame sa collaboration avec Action Concept en 2008 où elle joua dans un épisode de la série 112 Unité d'urgence. En mars 2011, elle fut choisie pour interpréter le rôle de Jenny Dorn dans Alerte Cobra. 
Elle est à l'affiche du téléfilm Einstein diffusé le 24 mars 2015 sur Sat 1 aux côtés de Tom Beck et Mark Keller (anciens acteurs d'Alerte Cobra). Le téléfilm est dérivé en série qui dure de 2017 à 2020.

## Filmographie

### À la télévision
- 2008 : 112 Unité d'urgence : Pia Benning
- 2008 - 2009 : Verbotene Liebe : Judith Hagendorf
- 2011 : SOKO Köln : Ilka Kloster
- 2011 - 2019 : Alerte Cobra : Jenny Dorn
- 2012 : Countdown : Susa
- 2012 : Danni Lowinski : Heidi Taunus
- 2012 : Alles Bestens (téléfilm) : Penny Sturm
- 2012 - 2014 : Die Garmisch-Cops : Sandra Lehmann
- 2014 : Commissaire Dupin - Triple meurtre aux Glénan : Madame Sabatier
- 2015 : Einstein (téléfilm) : Caro

### Au cinéma
- 2000 : Ein Weihnachtslied
- 2006 : Überfall der Mörderrucksäcke
- 2011 : Romeos

### Autres apparition
- 2012 : Ain't Got You : Clip musical du chanteur et acteur Tom Beck.